# Stazione di Granville
La stazione di Granville (in francese Gare de Granville) è la principale stazione ferroviaria di Granville, Francia. è una stazione ferroviaria della linea Argentan-Granville. Si trova a Granville, ed è il capolinea occidentale della linea.

## Storia
La stazione fu attivata il 3 luglio 1870 con l'apertura del segmento tra Vire e Granville.